# Blagoje Bratić
Blagoje Bratić (1. března 1946, Sarajevo - 31. července 2008, Toronto) byl jugoslávský fotbalista bosenskosrbské národnosti, obránce. 

## Fotbalová kariéra
V jugoslávské lize hrál za FK Željezničar Sarajevo, nastoupil ve 297 ligových utkáních, dal 29 gólů a v roce 1972 získal s týmem mistrovský titul. V Poháru mistrů evropských zemí nastoupil ve 2 utkáních, v Poháru UEFA nastoupil v 8 utkáních a dal 1 gól a ve Veletržním poháru nastoupil ve 2 utkáních. Za reprezentaci Jugoslávie nastoupil v roce 1972 ve 3 utkáních. 

## Ligová bilance
| Ročník                          | Zápasy | Góly | Klub                    |
| ------------------------------- | ------ | ---- | ----------------------- |
| Jugoslávská Prva liga 1964/1965 | 1      | 0    | FK Željezničar Sarajevo |
| Jugoslávská Prva liga 1965/1966 | 27     | 6    | FK Željezničar Sarajevo |
| Jugoslávská Prva liga 1966/1967 | 24     | 1    | FK Željezničar Sarajevo |
| Jugoslávská Prva liga 1967/1968 | 28     | 2    | FK Željezničar Sarajevo |
| Jugoslávská Prva liga 1968/1969 | 30     | 1    | FK Željezničar Sarajevo |
| Jugoslávská Prva liga 1969/1970 | 34     | 0    | FK Željezničar Sarajevo |
| Jugoslávská Prva liga 1970/1971 | 34     | 2    | FK Željezničar Sarajevo |
| Jugoslávská Prva liga 1971/1972 | 33     | 7    | FK Željezničar Sarajevo |
| Jugoslávská Prva liga 1972/1973 | 34     | 4    | FK Željezničar Sarajevo |
| Jugoslávská Prva liga 1973/1974 | 23     | 4    | FK Željezničar Sarajevo |
| Jugoslávská Prva liga 1974/1975 | 29     | 2    | FK Željezničar Sarajevo |
| CELKEM 1. jugoslávská liga      | 297    | 29   |                         |